# História da tributação nos Estados Unidos
A história da tributação nos EUA começa com o protesto colonial contra a política tributária britânica na década de 1760, levando à Revolução Americana. A nação independente coletou impostos sobre as importações (chamadas de " tarifas"), o governo tentou cobrar impostos sobre as garrafas de vidro das bebidas alcoólicas, mas isso gerou a Rebelião do Whiskey. Os estados e localidades coletavam impostos eleitorais e impostos sobre a propriedade de terrenos e edifícios comerciais. Além disso, havia os impostos especiais de consumo estaduais e federais. Os impostos estaduais e federais sobre herança começaram depois de 1900, enquanto os estados (mas não o governo federal) começaram a coletar impostos sobre vendas na década de 1930. Os Estados Unidos impuseram impostos de renda brevemente durante a Guerra Civil e na década de 1890. Mas só em 1913, foi ratificada a 16ª Emenda, legalizando definitivamente o imposto de renda.

## Taxação colonial

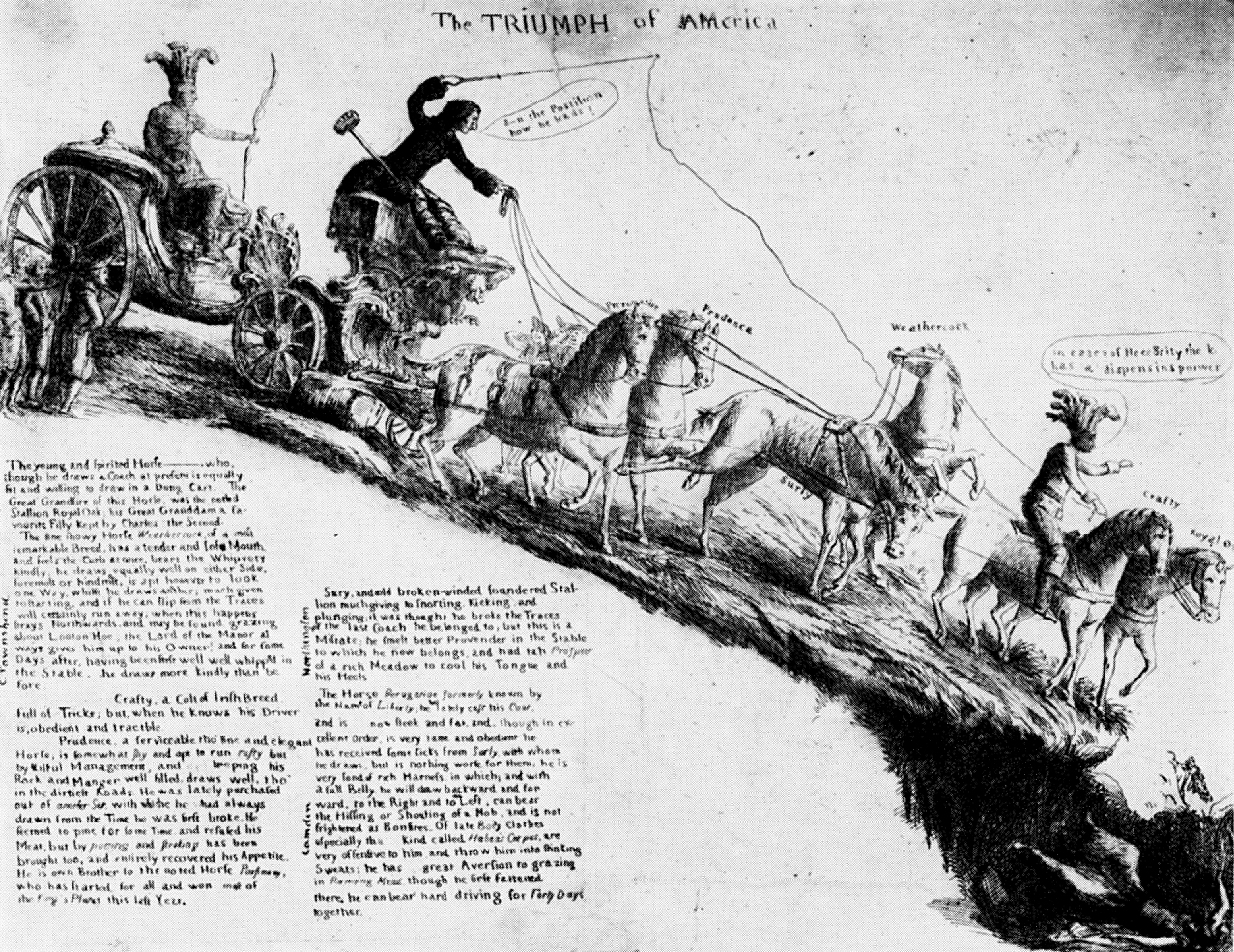
Cartoon de um jornal britânico sobre a revogação da Lei do selo iem 1765.

Os impostos eram baixos nos níveis locais, coloniais e imperiais durante a era colonial. A questão que levou à Revolução foi se o parlamento tinha direito de cobrar impostos aos americanos quando não estivessem representados no parlamento.

## Tarifas

### Renda para o governo federal
As tarifas desempenharam papéis diferentes na política comercial e na história econômica dos Estados Unidos. As tarifas foram a maior fonte de receita federal da década de 1790 até a véspera da Primeira Guerra Mundial, até ser superada pelo imposto de renda. Uma vez que a receita da tarifa era considerada essencial e fácil de coletar nos principais portos, foi acordado que a nação deveria ter uma tarifa para fins de receita. 